# Embalse 9 de Abril de 1947
El embalse 9 Abril 1947, también conocido como embalse de El Hachef, inaugurado en 1995, se encuentra en el Rif occidental de Marruecos, a unos 30 km al sur de la ciudad de Tánger y a 15 km al oeste de Arcila, en la región de Tánger-Tetuán. Recibe principalmente las aguas del río Haricha y en segundo lugar de los oueds Bahhara y El Oulja.
El embalse tiene una capacidad de retención de 270 millones de m³ de agua, es capaz de movilizar unos 90 millones de m³ anuales y recibe unas 609 000 toneladas de sedimentos anuales, debido a la erosión de las vertientes durante la temporada de las lluvias, en otoño. Tiene como función principal abastecer de agua potable e industrial a las ciudades de Tánger y de Arcila. La presa ha sido construida por la Société Générale des travaux du Maroc (SGTM ).
La ciudad de Tánger se abastece mediante la capa freática de Charf El Akab, las aguas superficiales del río M’Harhar, reguladas por el embalse de Ibn Batuta y tratadas en la estación de Bugdar, y por las aportaciones del río El Haricha, tratadas en la estación depuradora de El Hachef. Debido a las sequías periódicas, en 1990, el gobierno marroquí decidió la construcción del embalse de El Hachef en este río.
En el embalse se pueden pescar black bass, carpas y barbos.